# Trigonocefalija
Trigonocefalija ili metopna sinostoza jedna od najređih vrsta kraniosinostoze, iz grupe kraniofacijalnih deformiteteta, koja nastaje ako se metopični šav zatvori prerano. Tada vrh bebine glave može izgledati trouglasto, što znači da je glava uska spreda i široka pozadi (trigonocefalija).

## Naziv
Hermann Velcker skovao je termin trigonocefalija 1862. godine, u svom opisu dete sa lobanjom u obliku slova V i rascepom usne.

## Istorija
Koliko je star judski rod toliko su stara i oboljenja iz grupe kraniofacijalnih deformiteteta. Najstariji sačuvani dokazi otkriveni su u fosilnim ostatacima pračoveka u Španiji, koji potiču iz perioda od pre više od 500.000 godina (lobanja deteta sa kraniostenotičnim deformitetom).
U prošlosti, specifičnosti malformacija u oblasti lica i lobanje bile su tumačene kao odraz mračnih sila i lošeg ljudskog karaktera. Ti ljudi su bili vređani i nazivani poturenom decom ili čudovištima. Vodili su skriveni život i kretali se samo u krugu porodice, ili su bili smeštani u ludnice. Često su spektakularno u javnosti bili predstavljani kao nakaze i čudovišta i njihova pojava izazivala je čuđenje ili prezir.
Najraniji spisi koji opisuju ove malformacije vezuju se za ime Herodota (490—425 pre n.e.). On je opisao glavu koja se sastojala od samo jedne kosti, {to je očigledno bio slu~čaj pansinostoze, posebno okoštavanja kranijalnih šavpva (sutura).
Jedan od najstarijih kliničkih opisa koji bi mogli odgovarti kraniosinostozi datira još iz vremena Hipokrata i Galena, dok prvi istorijski navod kraniosinostoze potiču iz 75. godine n.e. iz zapisa Plutarha.

Hipokrat je trigonocefaliju opisao na sledeći način: 
Muške glave nikako nisu jednake, niti su šavovi glave svih ljudi istog oblika. Dakle, ko ima istaknutost u prednjem delu glave (pod izrazom se podrazumeva okrugli izbočeni deo kosti koji štrči izvan ostatka), u njemu šavovi glave poprimaju oblik grčkog slova  ταυ — t.

## Epidemiologija
Metopna kraniosinostoza je drugi najčešći oblik sinostoze koji se javlja u oko 20-25% svih slučajeva kraniosinostoze.

## Etiopatogeneza
Metopni šav lobanje, koji je vertikalno pozicioniran u sredini čela, reaguje na rast mozga stvarajući koštane strukture čela i tako čeonom predelu daje potrebnu širinu. Metopni šav je jedini šav u lobanji koji se obično spaja između 3 i 9 meseca starosti deteta. Kada se metopički šav zatvori ranije (između 3 i 9 meseca starosti), nastaje metopična kraniosinostoza.
Kada se metopički šav rano zatvori, čeone kosti i čelo ne mogu svojim rastom odgovorti na rast mozga, i nastaje oblik glave koji se naziva trigonocefalija (zbog trokutastog oblika lobanje s nenormalno zašiljenim, uskim čelom i širokim, ravnim zadnjim delom lobanje).
Razvoj trigonocefalije izazvan je prevremenim okoštavanjem metopične suture ili šava (koja se pruža od bebinog nosa do sagitalnog šava na vrhu glave), pri čemu čelo i vrh bebine glave poprimaju trouglasti izgled — što znači da je glava (poput trougla) uska spreda i široka pozadi (trigonocefalija). Uzrok fuzije šavova još uvek nije precizno definisan, ali na njega utiču brojni:
- hormonski,
- genetski,
- mehanički,
- lokalni faktori.

Funkcionalno oštećenje kod deteta sa trigonocefalijom je uzrokovano:
- direktno, razvijanjem patološkog oblika ili,
- indirektno, povećanjem intrakranijalnog pritiska.

## Klinička slika
Oblik glave i izgled promene u metopičnoj kraniosinostozi kreću se od blagog suženja čela sa izrazitim grebenom u sredini čela, do najtežeg oblika sa izrazito zašiljenim čelom.
Uobičajene kliničke karakteristike kod pacijenata sa teškom metopičnom sinostozom uključuju:
- trouglastii oblik glave kada se gleda odozdo prema vrhu glave.
- usko čelo sa uočljivim grebenom u srednjoj liniji lobanje,
- deformacija gornjeg dela očne duplje,
- očne jabučice koje su preblizu jedna drugoj, sa naborima kapaka koji prekrivaju unutrašnje uglove očiju (epikantalni nabori).[13]

## Terapija
Ciljevi operacije su:
- estetski - da bi se oblikovalo lice kako bi se poboljšala socijalna integracija deteta.
- funkcionalni - da bi se obezbedio binokularni vid, adekvatno disanje i razvoj govora.

Hirurškom intervencijom povećava se intrakranijalni volumen (vraća normalna kontura čela i gornjeg dela očnih duplji) i vrši se korekcija estetskog oštećenja u prednjem delu kranijuma. 
Ovaj postupak se obavlja između 9 i 12 meseca života novorođenog deteta.

## Prognoza
Uprkos tehnološkom napretku,  operativne mere predstavljaju samo simptomatsku terapiju i ne uklanjaju uzrok bolesti. Stoga, buduća istraživanja ne bi smela da budu usmerena samo ka daljem razvoju hirurških tehnika, već i ka rasvetljavanju patologije ove bolesti. Mođda će u budu}nosti isključivo istraživanja poštedeti pacijente ovih komplikacija.

## Spoljašnje veze
- Metopic Synostosis (Trigonocephaly) Na: www.drderderian.com (језик: енглески)

|  | Molimo Vas, obratite pažnju na važno upozorenje u vezi sa temama iz oblasti medicine (zdravlja). |